# حملة هنري مورغان على بنما

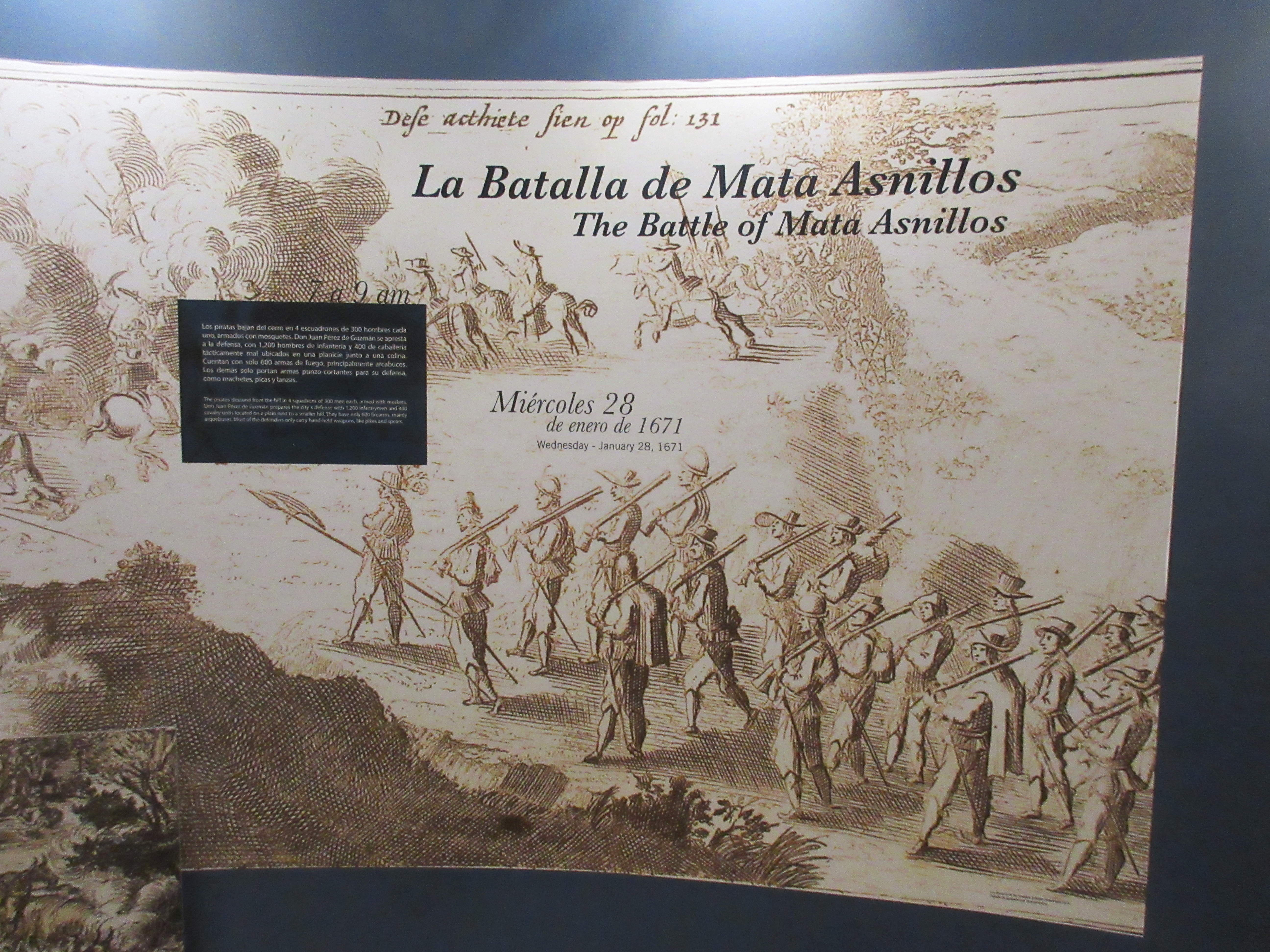
معركة ماتا أسنيلوس، مدينة تقع على بعد ميل واحد من بنما.

حملة هنري مورغان على بنما المعروفة أيضًا باسم نهب بنما، حدثت بين 16 ديسمبر عام 1670 و5 مارس عام 1671 خلال المرحلة الأخيرة من الحرب الإنجليزية الإسبانية. حيث شن القراصنة المفوضون الإنجليز والقراصنة الفرنسيون بقيادة القرصان المفوض الشهير هنري مورغان هجومًا بجيش قوامه 1400 رجل بهدف الاستيلاء على مدينة بنما الإسبانية الغنية قبالة ساحل المحيط الهادئ. وجرى إعداد الحملة في أبريل عام 1670 وبعد تسعة أشهر انطلقت من جزيرة السلاحف قبالة هيسبانيولا.
كان ميناء الدعوة الأول هو جزيرة بروفيدانس القديمة التي جرى الاستيلاء عليها من الإسبان عن طريق الخدعة. وبعد ترك حامية صغيرة أبحر جزء من قوة مورغان إلى برزخ بنما حيث كان حصن سان لورينزو على مصب نهر ريو تشاغريس. وجرى الاستيلاء على الحصن بعد هجوم دموي، وبعد ذلك وصل مورغان وبقية القوة بعد أسبوع. وانطلق القراصنة عبر البرزخ باستخدام الحصن كقاعدة للعمليات والاتصالات. وبعد ما يقرب من أسبوع من المسير عبر الغابة أصاب الجوع الكثيرين، وتمكنوا من صد عدد من الكمائن الإسبانية، ثم وصلوا إلى ضواحي بنما نفسها.
خارج المدينة هزم جيش مورغان الخاص قوة من الميليشيات الإسبانية في معركة ماتا أسنيلوس. وبعد ذلك اجتاحوا المدينة، ما أدى إلى نهبها وحرقها. وأغار جيش مورغان الخاص في وقت لاحق على المنطقة بأكملها بما في ذلك الجزر البحرية في خليج بنما. وعلى الرغم من أن الغنيمة كانت ضخمة، إلا أن العدد الكبير جعل صافي الدخل لكل قرصان أقل من المتوقع. ثم انطلق الجيش الخاص في رحلة العودة عبر البرزخ دون وقوع حوادث، ودمر حصن سان لورينزو بشكل كامل.
أُبلغ مورغان عند وصوله إلى جامايكا بتوقيع معاهدة سلام بين إنجلترا وإسبانيا في مارس عام 1670، التي أنهت الحرب. وأصر مورغان على أنه لم يكن على علم بالمعاهدة، وألقي القبض عليه لاحقًا وإعادته إلى إنجلترا. ولكن جرى الترحيب به هناك باعتباره بطلًا وأطلق سراحه، ثم حصل على لقب فارس من قبل الملك تشارلز الثاني وأصبح في النهاية حاكمًا لجامايكا.

## الخلفية
في عام 1654 أعلن أوليفر كرومويل الحرب على إسبانيا، وطبق التصميم الغربي بأسطول ضد المستعمرات الإسبانية في منطقة البحر الكاريبي. والهجوم على الهدف الرئيسي سانتو دومينغو في جزيرة هيسبانيولا كان فشلًا ذريعًا. ثم توجهت الجملة إلى جامايكا الإسبانية ونجحت في الاستيلاء على الجزيرة. وبمجرد أن أثبت الإنجليز وجودهم بنجاح، حاولت إسبانيا مرارًا استعادة الجزيرة. ومع محاولتين كبيرتين لاستعادتها هُزم الإسبان في عام 1657 وفي العام التالي.
في عام 1660 أنهى استرداد الملك تشارلز الثاني للعرش حرب إنجلترا ضد إسبانيا فعليًا، لكن لم يجري توقيع معاهدة بين البلدين. وهكذا بقيت منطقة البحر الكاريبي في الواقع في حالة حرب، وبقدر ما كان حاكم جامايكا توماس موديفورد معنيًا، كان على إسبانيا أن تعترف بامتلاك إنجلترا للجزيرة في معاهدة.
بناءً على طلب موديفورد والحاكمين اللاحقين إدوارد دي أويلي وتوماس هيكمان وندسور جرى استدعاء القراصنة، أولًا مع كريستوفر مينغز ثم القائد الهولندي إدوارد مانسفلت ليقيموا في بورت رويال للمساعدة في الدفاع ضد الهجمات الإسبانية. وكان هؤلاء الرجال في الغالب من البروتستانت الإنجليز والفرنسيين والهولنديين، والمعروفين أيضًا باسم إخوة الساحل. واستنادًا إلى تفويض رد الاعتداء شنوا غارات لرصد أي اجتياح إسباني. وعلى مدى السنوات العديدة التالية كانت غاراتهم على المستعمرات الإسبانية الرئيسية، والتي أسفرت عن نهب كامبيتشي عام 1663 والاستيلاء على جزيرة سانتا كاتالينا في يناير عام 1666. وفي العام التالي جرى توقيع معاهدة سلام بين إنجلترا وإسبانيا، لكنها لم تذكر منطقة البحر الكاريبي. وبقدر ما كان يهم إنجلترا لم يُبذل أي جهد لفرض المعاهدة خارج أوروبا.
توفي مانسفلت بحلول نهاية عام 1666، ما جعل هنري مورغان يتولى قيادة المزيد من الحملات بصفته أدميرالًا رئيسًا لاتحاد القراصنة المفوضين، بعد أن كان مسؤولًا عن ميليشيا بورت رويال والدفاع عن جامايكا فقط. وأعطى موديفورد لمورغان تفويض رد الاعتداء، وبندقية 26 إتش إم إس أكسفورد كهدية من الملك تشارلز الثاني في مارس عام 1667. وشن مورغان بعد ذلك غارات ناجحة ومربحة للغاية على بويرتو برينسيبي (الآن كاماغوي في كوبا الحديثة) والتي أسفرت عن ربح مرضي قدره 50000 دولار إسباني. وحدثت غارة أخرى على بورتو بيلو (الآن بورتوبيلو في بنما الحديثة) والتي كانت أكثر نجاحًا، حيث حصدت نحو 100000 دولار إسباني. وفي عام 1668 أبحر مورغان إلى ماراكايبو وجبل طارق، وكلاهما على بحيرة ماراكايبو (فنزويلا الحالية)؛ وأغار على المدينتين وجردهما من ثروتهما قبل تدمير سرب كبير من البحرية الإسبانية قبل أن يهرب بنجاح.
كانت ماريانا ملكة إسبانيا غاضبة من الهجمات، وانتقامًا أمرت بمصادرة أو إغراق جميع الشحنات الإنجليزية في منطقة البحر الكاريبي. ووقعت الأحداق الأولى في مارس عام 1670 عندما هاجم القراصنة الإسبان السفن التجارية الإنجليزية، بما في ذلك مانويل ريبيرو باردال بموجب تفويض رد الاعتداء. وردًا على ذلك كلف موديفورد مورغان «بتنفيذ كل أنواع المآثر، والتي قد تميل إلى الحفاظ على هذه الجزيرة وهدوءها». وبينما كانت سفينة أكسفورد راسية قبالة جزيرة البقر، أقيمت حفلة على متن مع القباطنة الزائرين. وبطريقة ما أثناء حالة السُكر اشتعل مخزن بفعل شرارة نار، وبعد ذلك انفجرت السفينة. وقُتل أكثر من 200 وكان الناجون الوحيدون ستة رجال وأربعة صبية من الطاقم. وكان مورغان محظوظًا لأنه نجا هو والقادة الستة الآخرون الذين جلسوا على نفس الجانب، بينما قُتل من كانوا مقابلهم.

### التخطيط
على الرغم من الحادث بدأ مورغان التخطيط لهجومه التالي الذي بدأ في أبريل عام 1670، لكنه هذه المرة كان طموحه أكبر. إذ كان ينوي الاستيلاء على ميناء إسباني مهم لكنه لم يقرر مكانه. وأدرك مورغان أنه بحاجة إلى تكوين جيش كبير لتحقيق هذا الإنجاز. ثم أطلق حملة تجنيد ضخمة. من الإنجليز في جامايكا، وحتى الفرنسيين من جزيرة السلاحف وهيسبانيولا. وكان مورغان يعلم أن هذه ستكون حملته الأخيرة، بالنظر إلى أن السلام مع إسبانيا كان حتميًا في الأمريكيتين.
أثناء إعداد الحملة ووصول المزيد من القراصنة، أُمر كوليير بالإبحار بست سفن إلى ريو دي لا هاشا (ريوهاتشا) والحصول على المؤن والإمدادات الأخرى بالإضافة إلى جمع المعلومات من السكان المحليين. واستولى على المعقل الإسباني المعزز مؤخرًا، وحصل على مؤن وذخائر من السكان المحليين.